# Губон
Губон (фр. Goubonne) — деревня и супрефектура в Чаде, расположенная на территории региона Тибести. Входит в состав департамента Западное Тибести.

## Географическое положение
Деревня находится в северо-западной части Чада, в юго-западной части плоскогорья Тибести, на высоте 1788 метров над уровнем моря.
Губон расположен на расстоянии приблизительно 967 километров к северо-северо-востоку (NNE) от столицы страны Нджамены.

## Климат
Климат Губона характеризуется как аридный жаркий (BWh в классификации климатов Кёппена). Уровень атмосферных осадков, выпадающих в течение года крайне низок (среднегодовое количество — 35 мм). Средняя годовая температура составляет 19,9 °C.

## Население
По данным официальной переписи 2009 года численность населения Губона составляла 3166 человек (1759 мужчин и 1407 женщин). Дети в возрасте до 15 лет составляли 52,8 % от общего количества жителей супрефектуры.

## Транспорт
Ближайший аэропорт расположен в городе Зуар.